# Le Débarquement
Le Débarquement est une émission de divertissement à sketchs diffusée en direct sur Canal+. Le premier numéro a lieu le 18 janvier 2013 ; le second le 20 décembre 2013.

## Concept
Inspirée de l'émission américaine Saturday Night Live de la NBC — à la différence qu'ici les sketches ne seront pas liés à l'actualité politique ou culturelle —, une trentaine de comédiens prennent part à différents sketches humoristiques en direct. Jean Dujardin a participé à Saturday Night Live en 2012 (dans un épisode de la saison 37 avec Zooey Deschanel), et cela lui a donné l'idée de l'émission et de son titre.
Il s'agit de l'émission humoristique la plus coûteuse de l'histoire de Canal+ : elle a nécessité 7 mois de préparation, une équipe de 150 personnes, 60 décors, 200 costumes et 20 auteurs.

## Le Débarquement 1

Logo du Débarquement 1.

### Fiche technique
- Durée : 120 minutes
- Réalisateur : Renaud Le Van Kim
- Audiences : 650 000 téléspectateurs[3]

### Participants
| Jean Dujardin. |  | Guillaume Canet. |  | Gilles Lellouche. |
| Jean Dujardin. |  | Guillaume Canet. |  | Gilles Lellouche. |

| Laurent Lafitte. |  | Nicolas Bedos. |  | Alex Lutz. |
| Laurent Lafitte. |  | Nicolas Bedos. |  | Alex Lutz. |

#### Acteurs principaux[4]
- Jean Dujardin
- Guillaume Canet
- Gilles Lellouche
- Laurent Lafitte
- Nicolas Bedos
- Alex Lutz (également metteur en scène)

#### Guests[4]
- Marion Cotillard
- Géraldine Nakache
- Mélanie Doutey
- Alexandra Lamy
- Bruno Salomone
- Manu Payet
- JoeyStarr
- Anne Marivin
- Les Kaïra
- Nous Ç Nous
- Évelyne Leclercq
- Bradley Cooper
- Dax Shepard

#### Autres[4]
- Delphine Baril
- Mélanie Bernier
- Barbara Bolotner
- Vanessa Guide
- Antoine Gouy
- Méliane Marcaggi
- Marc Riso
- Makita Samba
- Bruno Sanches
- Pierre Niney
- Camille Solal

### Sketchs
- Introduction (avec Laurent Lafitte et Évelyne Leclercq)
- Chanson C'est moins bien en français (avec Jean Dujardin, Guillaume Canet, Gilles Lellouche et Nicolas Bedos)
- Retrouvailles de 2 amies (avec Anne Marivin, Mélanie Doutey et Marc Riso)
- Le dépôt de plainte  (avec Jean Dujardin et Antoine Gouy)
- Et si l'homme n'avait pas de coude  (avec Alex Lutz et Bruno Sanches)
- Le clown Tête de béton (avec Guillaume Canet, Gilles Lellouche et les Nous Ç Nous)
- Interprétation de la chanson All by Myself (avec Laurent Lafitte)
- Les liaisons dangereuses (avec Pierre Niney, Antoine Gouy)
- La poêlée de légumes (avec Guillaume Canet, Jean Dujardin, Nicolas Bedos, Gilles Lellouche)
- SOS plaquage (avec Bruno Sanches et Delphine Baril)
- La télévision en 2045 (avec Jean Dujardin, Nicolas Bedos, Gilles Lellouche)
- Le chef Indien (avec Gilles Lellouche, Vanessa Guide, Jean Dujardin et Alex Lutz)
- La rédaction de Tavu (avec Antoine Gouy)
- Braquemards ; parodie de la série Braquo (avec Gilles Lellouche, Manu Payet)
- La clinique de chirurgie esthétique (avec Jean Dujardin, Guillaume Canet et Marion Cotillard)
- Querelle de voisinage (avec Jean Dujardin, Géraldine Nakache, JoeyStarr et Les Kaïra)
- Fin du monde (avec Michel Denisot, Bruno Salomone, Makita Samba, Antoine Gouy, Méliane Marcaggi, Marc Riso, Delphine Baril et Bruno Sanches)
- AïePhoune 4, parodies des publicités de l'iPhone - Pour éviter de jouir : Bruno Salomone - Bouillon cube : Alexandra Lamy - Test de grossesse : Vanessa Guide)
- Final (avec Jean Dujardin, Guillaume Canet, Gilles Lellouche, Nicolas Bedos et Bradley Cooper et l'ensemble du casting)

## Le Débarquement 2

Logo du Débarquement 2.

Le 22 janvier 2013, la chaîne annonce la préparation d'un deuxième numéro ; il est diffusé le 20 décembre 2013.

### Fiche technique
- Durée : 120 minutes
- Réalisateur : Renaud Le Van Kim
- Audiences : 750 000 téléspectateurs[7]

### Participants
| Mélanie Doutey. |  | Karin Viard. |  | Anne Marivin. |
| Mélanie Doutey. |  | Karin Viard. |  | Anne Marivin. |

| Leïla Bekhti. |  | Géraldine Nakache. |  | Marina Foïs. |
| Leïla Bekhti. |  | Géraldine Nakache. |  | Marina Foïs. |

Déjà présents dans le premier épisode
- Jean Dujardin
- Guillaume Canet
- Gilles Lellouche
- Alex Lutz (également metteur en scène)
- Nicolas Bedos
- Mélanie Doutey
- Géraldine Nakache
- Anne Marivin
- JoeyStarr
- Évelyne Leclercq
- Franck Gastambide
- Vanessa Guide
- Delphine Baril
- Barbara Bolotner
- Antoine Gouy
- Méliane Marcaggi
- Makita Samba
- Bruno Sanches
- Bruno Salomone

Nouveaux
- Ben Stiller
- Karin Viard
- Albert Dupontel
- André Dussollier
- Marina Foïs
- Virginie Efira
- Guillaume Gallienne
- Leïla Bekhti
- Isabelle Nanty
- Pef
- Michaël Youn
- Malik Bentalha
- Élodie Bouchez
- Stéphane De Groodt
- Audrey Fleurot
- Antoine Duléry
- Kevin Razy
- Charlotte Le Bon
- Yann Barthès
- Antoine de Caunes
- Thomas Thouroude
- François Berléand
- Doria Tillier
- Pascale Arbillot
- Arnaud Ducret
- Guillaume Gouix
- Tom Dingler
- Philippe Lellouche
- Jérôme Niel
- Palmashow
- Tony Saint Laurent[9]

### Sketchs
- Introduction, (avec Yann Barthès, Antoine de Caunes, Thomas Thouroude, Évelyne Leclercq, Jean Dujardin et Gilles Lellouche)
- Gravité, parodie de Gravity (avec Mélanie Doutey)
- Les Maternulles, parodie des Maternelles (avec Audrey Fleurot, Anne Marivin dans le rôle de Candy Cruche)
- Le Gendarme II : le retour (avec Jérôme Niel, Jean Dujardin dans le rôle du négociateur)
- Mamy Drop, parodie de Money Drop où les candidats ne misent pas leur l'argent, mais leurs grand-mères (avec Pef et Marina Foïs)
- Communiqué de Guillaume Canet (avec Guillaume Canet)
- Rendez-vous en parenthèse inattendue, parodie de Rendez-vous en terre inconnue et La Parenthèse inattendue (avec Gilles Lellouche, Audrey Fleurot, Makita Samba et Alex Lutz dans le rôle de Frédéric Lopez)
- Un jour avec, parodie de 50 minutes inside (avec Alex Lutz, Leïla Bekhti, Virginie Efira)
- Proposition indécente, (avec Guillaume Gouix)
- Nappe Store, parodie de la publicité de l'App Store d'Apple (avec Barbara Bolotner et Antoine Gouy)
- Zombie, Zomba, parodie de Djobi, Djoba des Gipsy Kings
- La jalousie, (avec Alex Lutz, Barbara Bolotner, Audrey Fleurot)
- Meetoc César, parodie de la publicité Meetic (avec Karin Viard, François Berléand et Antoine de Caunes)
- La nuit tout est possible, parodie de publicité (avec Charlotte Le Bon)
- Apoil les opticiens, parodie de publicité Atol
- Le chantier (avec Philippe Lellouche, Gilles Lellouche et Jean Dujardin)
- Commis d'office (avec Nicolas Bedos, Stéphane De Groodt dans le rôle de Dark Vador)
- Le Sketch délocalisé (avec Palmashow, Jérôme Niel
- Jean Dujardin, parodie de publicité de liquide vaisselle (avec Ben Stiller et Jean Dujardin)
- Tolo, parodie de publicité Loto (avec Nicolas Bedos)
- Alcool, parodie de la publicié Evian
- TV Shopping, parodie du Téléshopping (avec Karin Viard et Guillaume Gallienne)
- Foot, comédie musicale, parodies de The Rat Pack, des Dix Commandements, Grease, Notre-Dame de Paris, Quand on arrive en ville, Hair (tous les comédiens de la soirée)